# 石橋商店街
石橋商店街（いしばししょうてんがい、英: Ishibashi Shopping Street）は、大阪府池田市石橋にある商店街。いしばし商店街とも表記される。

## 概要
能勢街道沿いに、東西約500m、南北約250m、200以上の店舗が軒を連ねる商店街である。阪急電鉄（宝塚本線・箕面線）石橋阪大前駅の西口を起点に3方向に伸びる通りで構成されており、上空から見るとT字型をしている。
駅西口を出て正面に伸びているのがサンロード、右手に赤い橋通り、左手に阪大下通りが伸びている。当商店街では、毎月18日頃に「おはこ市」と呼ばれるイベントが開催されている。
サンロードは、石橋駅西口線沿いに展開されており、赤い橋通りおよび阪大下通りは、天神石橋線沿いに展開されている。サンロードは、石橋地区の目抜き通りとされており、年に3 - 4回歩行者天国となって様々なイベントが実施されている。赤い橋通りは、箕面川に架かり「赤い橋」と通称される箕面川橋が通りの端部にあることが、その名の由来とされる。阪大下通りは、大阪大学の豊中キャンパスへの通学路の一部となっている。

## 歴史
周辺は能勢街道と西国街道が交わる場所として古来から栄えており、1910年（明治43年）、大阪から石橋を経て宝塚に至るまでの間に箕面有馬電気軌道（現在の阪急電鉄）が開通されると、交通結節点としての重要性は増していった。
当商店街は当初、石橋商店会および石橋中央商店会の2つの商店会によって組織されていた。やがて、石橋赤い橋商店会が設立された。1999年（平成11年）10月1日、各商店会を結ぶ横断的な組織として、石橋商業活性化協議会が発足する。2002年（平成14年）10月18日、石橋商業活性化協議会によって企画された販促事業「おはこ市」が開始され、イメージキャラクターの「おはこちゃん」が誕生する。2003年（平成15年）、石橋商店会と石橋中央商店会が統合される。
2007年（平成19年）、当商店街と大阪大学の共同開催によるイベント「ゑびす男選び@阪大坂」が開始される。2010年（平成22年）、阪大下通りの空き店舗を改装してつくられたコミュニケーションスペース「クルルいしばし」が開設される。2013年（平成25年）7月1日、石橋商業活性化協議会が特定非営利活動法人として認証される。同年12月3日、石橋商店街デイサービスセンターが事業を開始する。
2014年（平成26年）12月、商店街内に設置された防犯カメラのデジタル化をする工事の他、アーケード内照明および街路灯照明のLED化工事が完成される。2019年（平成31年）4月11日、「炭火ダイニングバー ハラミちゃん」が開店される。2019年（令和元年）7月12日、生タピオカ専門店、Cha meeeが開店される。2020年（令和2年）3月7日、らーめん天輝路が移転のため閉店する。同年4月5日、タピオカドリンク専門店、HAPPY BALLS 石橋店が開店される。同年9月1日、サンドイッチ専門店、Renard（ルナール）が開店される。同年12月4日、「中華そば 表があれば裏もある」が開店される。

## 構成

### サンロード
| - 岡崎歯科 - カーブス 池田石橋 - カフェ&クレープ bon*bon - 北おおさか信用金庫 石橋支店 - 神戸屋商事 | - サカエヤ靴店 - サロンド ジェナグラス - セブン-イレブン 池田石橋1丁目店 - ドコモショップ 石橋駅前店 - 福助商会 - もとにし薬局 |

### 赤い橋通り
| - ABC石橋ラッキーセンター - 石橋べにや - クックデリ御膳 - クリーニング ヤマトヤ - 阪田靴店 - スシマス 石橋店 - 住まいるでんき館 カナタニ - 千鳥屋宗家 石橋店 - 茶月 | - 鳥ぷろ - 藤川青果店 - 平和温泉 - まるしげ 石橋店 - 松家本舗 がんがら茶屋 - MISUGIYA - レディス・ファッション ひまわり - 和菓子の店 三松本店 |

### 阪大下通り
| - アプロ石橋店 - 石橋赤壁薬局 - エディオン 石橋店 - ごこう幼児教室 - コトブキ 石橋店 - スエヒロ家 - 鮨虎 駅前店 - タローパン - 鳥伊商店 - 延原歯科医院 - 花昌フラワーショップ | - はぴねす歯科 石橋駅前クリニック - 藤井写真館 - 不二家 - ブティック ラブ石橋店 - まるさん - マルニヤ靴店 - リオン Act石橋駅前店 - ラーメン おくや - 理容 日置 - 和菓子の店 三松支店 |

### かつて存在した施設
- Cha meee[29]
- 酔虎伝 石橋店[80]
- コーヒーハウス フカワ[81]
- らーめん天輝路[27]

## アクセス
- 阪急宝塚本線石橋阪大前駅  -下車後すぐ